# Швепниц
Швепниц (нем. Schwepnitz) — община в Германии, районный центр, расположен в земле Саксония. Подчиняется административному округу Дрезден. Входит в состав района Баутцен.  Население составляет 2614 человек (на 31 декабря 2010 года). Занимает площадь 55,50 км².
Коммуна подразделяется на 5 сельских округов.